# Изгрев (Благоевградская область)
Изгрев (болг. Изгрев) — село в Благоевградской области Болгарии. Входит в состав общины Благоевград. Находится примерно в 1 км к югу от центра города Благоевград. По данным переписи населения 2011 года, в селе  проживало 576 человек, преобладающая национальность — болгары.

## Население
| Год     | 1965 | 1975 | 1985 | 1992 | 2001 | 2011 |
| ------- | ---- | ---- | ---- | ---- | ---- | ---- |
| Жителей | 388  | 424  | 388  | 435  | 509  | 576  |

|  |